# Tadeusz Naguszewski
Tadeusz Naguszewski (* 1. Juni 1954 in Elbląg) ist ein polnischer Politiker der Platforma Obywatelska (Bürgerplattform) und Mitgründer der ärztlichen Selbstverwaltung Polens.

## Leben
Tadeusz Naguszewski studierte Medizin an der Hochschule für Medizin Danzig (Akademia Medyczna w Gdańsku) und spezialisierte sich anschließend für die Gastroenterologie. Ab 1994 war er als Chefarzt (ordynator) im Wojewodschaftskrankenhaus in Elbląg tätig. Zwischen 1998 und 2007 war Naguszewski dort ärztlicher Direktor (dyrektor ds. lecznictwa). 1998 wurde er Mitglied des Stadtrates von Elbląg und blieb dies bis 2007. Zwischen 2000 und 2002 studierte er in Warschau neben seiner Tätigkeit als Arzt Medizinmanagement und schloss dies mit einem Master of Business Administration ab. Im März 2007 wurde Naguszewski Vorsitzender der Regierung des Powiats Elbląski. Bei den vorgezogenen Parlamentswahlen in Polen im Jahr 2007 trat er im Wahlbezirk 34 Elbląg an und konnte mit 15.577 Stimmen in den Sejm einziehen. Tadeusz Naguszewski ist Mitglied der Kommission für Angelegenheiten der Minderheiten sowie der Gesundheitskommission.
Tadeusz Naguszewski ist verheiratet und hat zwei Kinder.

## Verweise